# Jean-Baptiste Belin

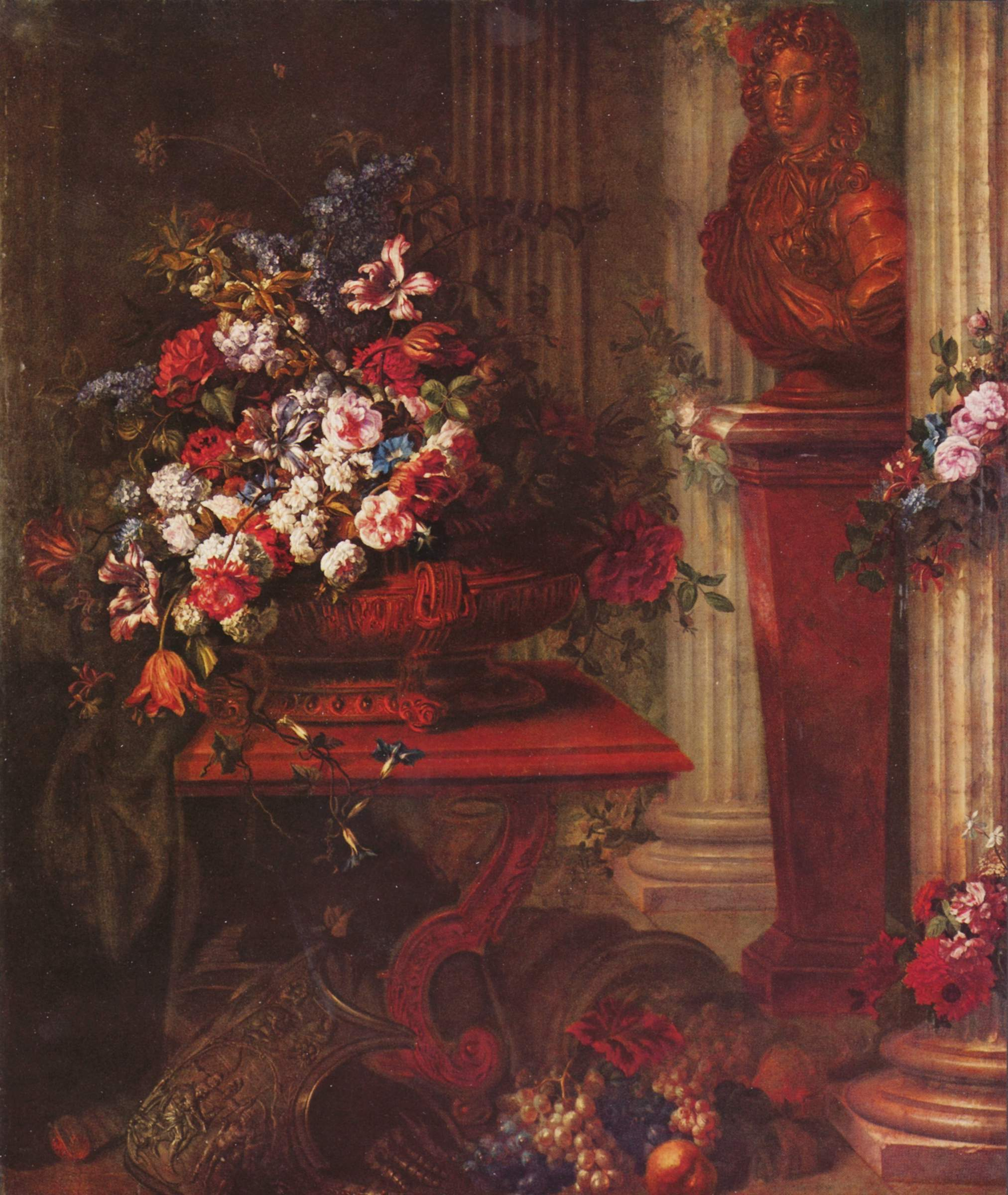
Jarrón con flores y busto de bronce de Luis XIV.

Jean-Baptiste Belin (o Blain de Fontenay le Père) (bautizado en Caen, 9 de noviembre de 1653-París, 2 de diciembre de 1715) pintor francés. Son famosos sus cuadros de flores y frutas.
Hijo de Louis Belin, Jean-Baptiste fue alumno del pintor de flores Jean-Baptiste Monnoyer,
con cuya hija María casó el 16 de junio de 1687 y a quien sucedió como pintor de flores en la manufactura de Gobelinos. De religión protestante, tras la revocación en 1685 del Edicto de Nantes, que obligó a numerosos protestantes a huir de Francia, Jean-Baptiste optó por convertirse al catolicismo para proseguir con su trabajo y facilitar, quizá, su ingreso en la academia en 1687, para ser recibido en la cual presentó el Jarrón con flores y busto de bronce de Luis XIV.
Gracias a los encargos para los castillos reales y otros edificios públicos que le proporcionó su suegro obtuvo pronto el favor de la corte, en particular el del propio rey Luis XIV, lo que se tradujo en numerosos encargos destinados, principalmente, a servir de sobrepuertas en los palacios de Versalles, Marly, Compiègne y Fontainebleau.

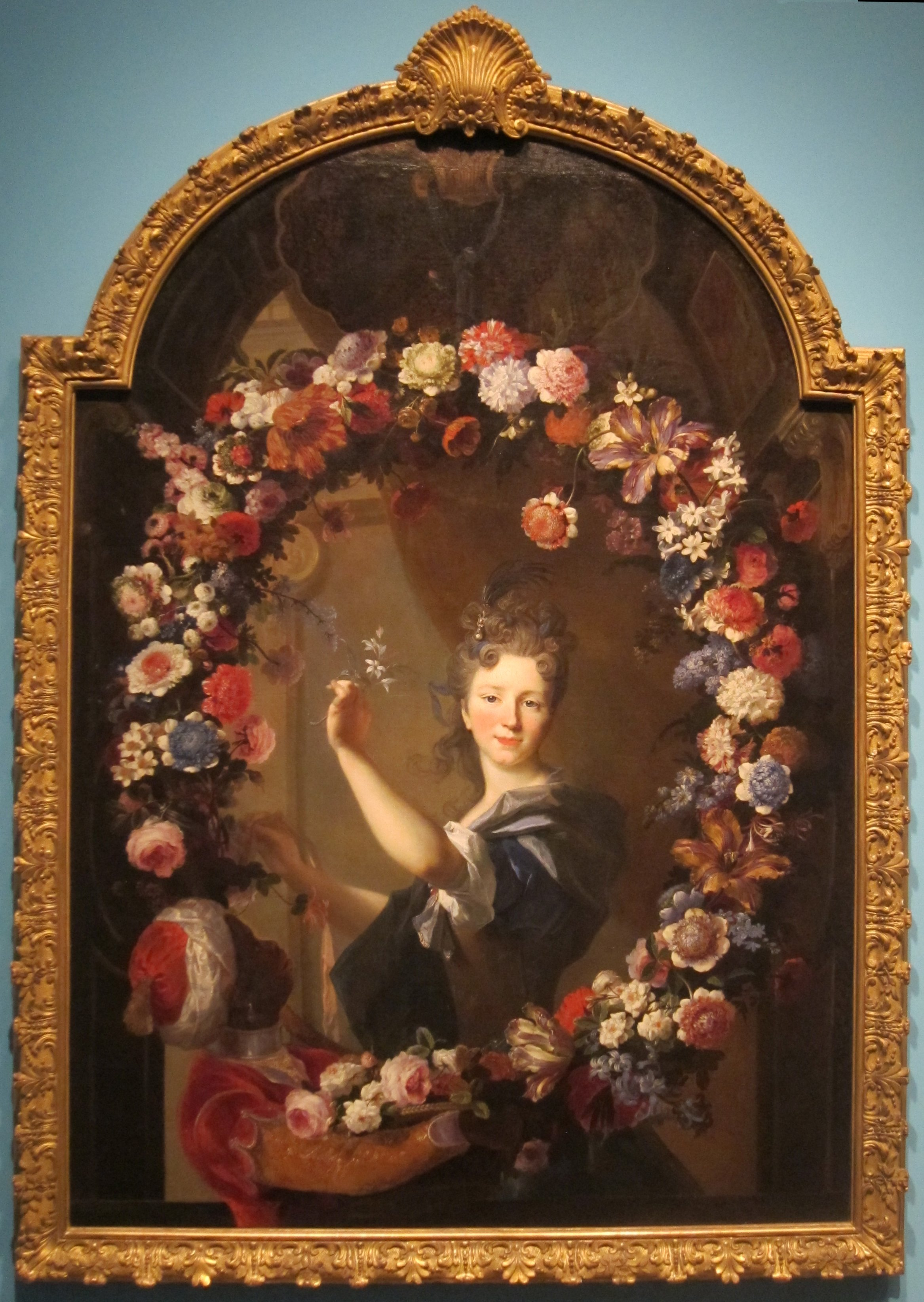
Óleo sobre lienzo, retrato de Helene Lambert de Thorigny por Nicolas de Largillière (retrato) y Jean-Baptiste Belin (flores), c. 1696-1700. Academia de Honolulu de Artes.

Decoró ricamente con flores la « escalera de la Reina» en el Palacio de Versalles. También ejecutó un gran número de cartones para los Gobelinos y fue reclamado para decorar los palacios de familias distinguidas. Además, pintó muchos ribetes florales para retratos femeninos. En recompensa por sus servicios a la corona recibió un apartamento gratuito en el Louvre además de una pensión de 400 libras.
Además de dos obras conservadas en el Museo del Louvre, obras suyas se encuentran en los museos de Caen, Bayeux, Rennes, Orleans, de Aviñón, Tours y Marsella.
- Wikimedia Commons alberga una categoría multimedia sobre Jean-Baptiste Belin.

- Datos: Q1684612
- Multimedia: Jean-Baptiste Belin de Fontenay the Elder / Q1684612